# Corinth, Texas
Corinth là một thành phố thuộc quận Denton, tiểu bang Texas, Hoa Kỳ. Năm 2010, dân số của xã này là 19935 người.

## Dân số
- Dân số năm 2000: 11325 người.
- Dân số năm 2010: 19935 người.